# Italie aux Jeux olympiques d'hiver de 1948
Cet article contient des informations sur la participation et les résultats de l'Italie aux Jeux olympiques d'hiver de 1948 à Saint-Moritz en Suisse. L'Italie était représentée par 54 athlètes. 
La délégation italienne aux Jeux olympiques d'hiver de 1948 a récolté 1 médaille d'or. Elle a terminé au 10e rang du classement des médailles.

## Médaille
| Médaille                       | Nom         | Sport    | Compétition       |
| ------------------------------ | ----------- | -------- | ----------------- |
| Médaille d'or, Jeux olympiques | Nino Bibbia | Skeleton | Individuel hommes |